# ТАК TV
«ТАК TV» — закритий загальноукраїнський телеканал.

## Про канал
6 жовтня 2022 року Національна рада з питань телебачення та радіомовлення переоформила логотип, під яким мовить ТОВ «Корона Санрайс» в MX-5 цифрової етерної мережі DVB-T2 на «ТАК TV».
Телеканал почав своє мовлення 1 лютого 2023 року та трансляцію марафону «Єдині новини» під логотипом ТАК TV до переоформлення ліцензії.
1 червня 2023 року телеканал призупинив мовлення в MX-5 цифрової етерної мережі DVB-T2, а 3 жовтня відновив мовлення.
1 травня 2024 року почав мовлення на супутнику та OTT-платформах з загальною тематикою замість телеканалу Ukraine World News, в MX-5 цифрової етерної мережі DVB-T2 досі транслюється телемарафон «Єдині новини» без змін логотипу та графічного оформлення.
25 жовтня телеканал припинив мовлення на супутнику та OTT-платформах, а 4 листопада — в MX-5 цифрової етерної мережі DVB-T2.

## Наповнення ефіру

### Програми
- Код інформації
- Weekend
- Опорний пункт
- Ток-шоу Разом із Петром Магою
- Ток-шоу 90 хвилин з Булгаровим
- Ток-шоу "Перехрестя з Христею Равлюк
- Тренди дня
- Тренди тижня
- Зірки розкажуть.  Maeve.
- Stories
- Право знати
- Recap про...
- ProМову
- СтратКом ВСУ
- Культура с Лірою
- Інтерв'ю без меж
- Траєкторія
- Fact check. Перевірено

### Документальні фільми
- Справжній детектив
- Гра долі

## Ведучі
- Андрій Булгаров — ведучий програми «Код інформації» та ток-шоу «90 хвилин з Булгаровим»
- Надя Ліра — ведуча програми «Код інформації»
- Дмитро Пустовіт — ведучий програм «Код інформації» та «Опорний пункт»
- Петро Мага — ведучий ток-шоу «Разом з Петром Магою»
- Христя Равлюк — ведуча програми «Перехрестя з Христею Равлюк»
- Олександра Ширко — ведуча програм «Код інформації» та «Weekend»
- Андрій Погорілий — ведучий програми «Код інформації»